# 陕西薹草
陕西薹草（学名：Carex shaanxiensis）是莎草科薹草属的植物。分布于中国大陆的甘肃南部、陕西等地，生长于海拔2,800米至3,200米的地区，见于山坡草地以及河谷潮湿地，目前尚未由人工引种栽培。